# Фещуков Олег Борисович
Оле́г Бори́сович Фещуко́в (23 жовтня 1954) — радянський футболіст та український футбольний тренер.

## Життєпис
У 1974—1975 роках Фещуков захищав кольори футбольного клубу «Динамо» (Кишинів), що брав участь у чемпіонаті Молдавської РСР. Протягом цих сезонів кишинівцям двічі поспіль вдавалося зробити «золотий дубль», здобуваючи перемогу в першості та кубку республіки. Журналісти відзначали, що Фещуков був одним з наймолодших гравців клубу, однак на полі вирізнявся працездатністю та бажанням бити по воротах з будь-якої позиції.
Після закінчення активних виступів розпочав тренерську діяльність. Працював переважно в тандемі з Сергієм Качкаровим. З 1989 по 1991 рік входив до тренерського штабу київського СКА. Після перейменування клубу на ЗС «Оріяна» нетривалий час очолював армійську команду. Згодом працював з Качкаровим у жіночих футбольних клубах «Арена» та «Донеччанка». 1999 року зібрав колишніх футболісток «Донеччанки» у Києві, де зняв для їх тренувань зал, плануючи формувати нову команду або ж працювати як їхній агент.

## Досягнення
- Чемпіон Молдавської РСР (2): 1974, 1975
- Володар Кубка Молдавської РСР (2): 1974, 1975